# 川井郁子
川井 郁子（かわい いくこ、1968年1月19日 - ）は、日本のヴァイオリニスト、作曲家、女優。大阪芸術大学芸術学部 教授。香川県高松市生まれ、高松市育ち。所属はアイケイ・オフィス。

## 経歴
香川県高松市（旧牟礼町）出身。
4歳からピアノ、6歳からヴァイオリンをはじめた。高松市立牟礼小学校、高松市立屋島中学校、高松第一高等学校音楽科を経て、東京芸術大学を卒業、同大学院を修了した。
2000年、「The Red Violin」でデビューした。10曲中6曲の作曲を川井が担当し、「知識に縛られないコード進行の面白さがある」と評価された。                                                                                                                
2001年4月、大阪芸術大学芸術学部音楽学科教授、2005年、同演奏学科教授に就任した。ワルシャワ国立フィルハーモニー管弦楽団、ニューヨーク・シンフォニックアンサンブル、サレー・アンタル・ジプシー楽団、ブルガリアン・シンフォニー・オーケストラ、読売日本交響楽団、NHK交響楽団、新日本フィルハーモニー交響楽団など、国内外の多数のオーケストラと共演、レコーディングを行った。
2005年11月、医師の高柳広と結婚。2006年6月20日、第1子となる女児を出産した。産休後、同年9月から演奏活動を再開した。2013年3月、離婚した。
2007年に『川井郁子 Mother Hand 基金』を設立して以降、定期的に基金主催のチャリティコンサートを開いている。また、日本UNHCR協会評議員として難民キャンプを訪れるなど、積極的に社会奉仕活動を行なっている。
音楽活動に加え、女優としても活動している。1998年の映画『絆 -きずな-』（役所広司主演）では第8回日本映画批評家大賞新人賞を受賞した。他に、1999年放送の連続テレビ小説『すずらん』（遠野凪子主演）に出演した。また、2011年10月、『うどん県』という香川県のPRページ内で学芸員役で出演した。2012年には、香川県の「アート県」プロジェクトで「アート県」副知事に就任した。瀬戸内国際芸術祭をはじめ香川県の芸術関係のPRを担っている。
2013年、映画『北のカナリアたち』の音楽で第36回日本アカデミー賞最優秀音楽賞を受賞した。
2020年、デビュー20周年を迎えた。

## 活動
2007年3月16日、初のベストアルバム『The Violin Muse 〜The Best Of Ikuko Kawai』を発売した。
2008年7月23日、オリジナルアルバム『新世界』を発売した。発売記念イベントでは、トリノ五輪フィギュアスケート金メダリスト、荒川静香がステージに上がるサプライズがあった。2人はアイスショーなどジャンルを超えて幅広く共演している。同年10月4日、ニューヨークカーネギーホールでアメリカデビューを果たした。カーネギーホールでの演奏は、2009年1月21日発売の『川井郁子 at カーネギーホール 2008 〜新世界〜』に収録されている。
元は日本音楽財団から貸与されていたグァルネリ・デル・ジェスのムンツだったが、その後大阪芸術大学所蔵のフランチェスコ・ルジェーリを貸与された。そして近年大阪芸術大学所蔵アントニオ・ストラディバリウス（1715年「ストラディバリの絶頂期」）を貸与されることになった。
2022年6月23日、渋谷・オーチャードホールでデビュー20周年を記念した、集大成ともいえるコンサートを開いた。

## エピソード

### ヴァイオリンとの出会い
ヴァイオリンをやりたいと思ったのは6歳の時。母と一緒に洗濯物を畳みながら聞いていたラジオから流れてきた（おそらく）ブルッフのヴァイオリン協奏曲に感動したからである。両親にヴァイオリンを習いたい旨を話すと、母は賛成してくれたが、父は「子どもの気まぐれだろう」と相手にしてくれなかった。それでも何度も繰り返し頼み続けた。すると根負けした父がクリスマスの日にサプライズで子ども用のヴァイオリンを買ってきてくれた。熱心にヴァイオリンと向き合う娘の姿を見て父も応援してくれるようになり、ヴァイオリン教室の送り迎えも買って出てくれた。

### 20代の鬱々としていた時期に出会ったピアソラ
クラシックは作曲家の意図を忠実に表現すること、楽譜通りに演奏することが根本にある。東京芸術大学に入学してからも、同じ曲をみんなが弾く中で、“そんなに歌ったらブラームスじゃない”などと言われることに虚しさを感じたり、もっと自分らしさを出したいと漠然と思っていた。そんな鬱々としていたとき、あるピアニストから勧められてタンゴの革命児アストル・ピアソラの曲を聴いた。タンゴをベースにジャズやクラッシックの要素が取り入れられており、ジャンルを超えたピアソラ独自の音楽ともいうべきものに触れ、枠に囚われていたのは自分自身だったことに初めて気づかされた。
ピアソラのように自分の音楽を表現したいと思いはじめたころ、日本でのデビューの話が持ち込まれた。そこで意を決し、『やりたいことがあるんです』といって必死にスタッフを説得した。熱意が実りすべてを任された川井はデビュー作「The Red Violin」の制作にあたった。

## 作品

### CD

#### シングル
- THERE MUST BE AN ANGEL ゼア・マスト・ビー・アン・エンジェル（2001年12月27日） - リプトン紅茶「THE TEA」のテレビCMで篳篥（ひちりき）の東儀秀樹と共演
- 「おばあちゃん もしかして」〜NHKみんなの歌〜（2005年5月21日） - 「NHKハート・プロジェクト」テーマソング（唄：白鳥英美子）
- 嵐が丘 〜ヒースクリフに捧ぐ（2005年9月22日）
- 流星（2017年6月14日）

#### アルバム
- The Red Violin ザ・レッド・ヴァイオリン（2000年5月24日）
- Violin Muse ヴァイオリン・ミューズ（2001年2月21日）
- INSTINCT インスティンクト（2002年6月21日）
- AURORA オーロラ（2004年2月21日）
- 嵐が丘（2005年11月30日）
- La Japonaise ラ・ジャポネーズ（2006年9月27日）
- The Violin Muse The Best of Ikuko Kawai ザ・ヴァイオリン・ミューズ 〜ザ・ベスト・オブ・イクコカワイ（2007年3月16日）
- 新世界　The New World（2008年7月23日）※初回限定版はDVD付き
- 川井郁子atカーネギーホール2008 〜新世界（2009年1月21日）
- Appassionto アパッショナータ（2009年9月2日）
- Nature ナチュール（2009年9月2日）
- 北のカナリアたち（2012年10月31日） - 映画『北のカナリアたち』オリジナル・サウンドトラック
- Violin On Ice（2014年5月21日）
- The Melody 〜100年の音楽（2014年7月30日）
- 「LINK 〜Best of Ikuko Kawai〜（2016年2月24日）
- THERE MUST BE AN ANGEL ゼア・マスト・ビー・アン・エンジェル
- LUNA（2017年11月1日）

#### DVD
- インスティンクト・ライヴ 2002（2007年3月16日）
- AURORA オーロラ（2004年11月21日）
- 嵐が丘 LIVE（2006年4月26日）
- COLD SLEEP コールドスリープ（2011年5月21日）

## メディア出演

### テレビ
- ときめき夢サウンド （NHK総合、1997年度） - レギュラー
- シネマ・パラダイス（1997年 - 2003年、NHK-BS2） - レギュラー
- ミューズの楽譜 My Song, My Life（2004年10月3日 - 2005年9月25日、テレビ東京）
- ミューズの晩餐 My Song, My Life（2008年4月5日 - 2009年3月28日、テレビ東京）
- 100年の音楽（2011年4月1日 - 2021年3月26日、テレビ東京・BSジャパン） - 選曲・演奏
- 宿坊 ココロとカラダ満つる旅（2007年、NHK BS）[15]
- 今夜も生でさだまさし 丸亀ッシュナイター！うどーんと打ってみよう（2016年9月28日、NHK総合） - ゲスト
- ぶらり途中下車の旅 - 日本テレビ（旅人）
- SWITCHインタビュー 達人達「川井郁子×大平貴之」（2021年9月4日、NHK Eテレ）[16]
- 徹子の部屋（2022年5月31日、2024年10月25日、テレビ朝日）[17][18][19]

### ラジオ
- ダイワハウス・モーニングエッセイ 川井郁子ハートストリングス （2007年10月1日 - 2021年3月31日、ニッポン放送）
- 川井郁子 Unframed notes （2021年4月2日 - 2022年9月30日 、TOKYO FM）
- 志の輔ラジオ 落語DEデート（2022年6月5日、文化放送）[3][4][20]

### 映画
- 絆 -きずな-（1998年、東宝） - 馬渕薫 役
- きみのためにできること（1999年、日活） - 鏡耀子 役
- およう（2002年、松竹） - 夢二のファン 役
- COLD SLEEP（2011年、東映）※2010年10月に新国立劇場で行われたヴァイオリンとバレエのコラボレーション作品の映像化。ファルフ・ルジマトフと共演

### 舞台
- J-CULTURE FEST presents 詩楽劇「八雲立つ」（2025年12月29日 - 31日〈予定〉、東京国際フォーラム ホールB7）[21]